# إلين كلينغ
إلين كلينغ (بالسويدية: Elin Kling) هي صحفية سويدية، ولدت في 17 فبراير 1983 في  في السويد.